# いいはなシーサー
『いいはなシーサー〜 a good story for good life 〜』（-ア・グッド・ストーリー・フォー・グッド・ライフ）は、テレビ朝日系列（ネット局は後述にて参照）で2007年10月5日から2009年10月2日まで毎週金曜日（木曜日の深夜）0:15 - 0:45（関東広域圏（テレビ朝日）での場合） に放送されていたトークバラエティ番組である。全97回。

## 番組概要
「ささやかだけど心温まるグッド・ストーリー」、「今日も1日の疲れを癒すちょっといい話を」をコンセプトとし、その名の通り普段何気なく見過ごしている身近ないい話を紹介する既存のトークバラエティ番組とは一線を画した独特の内容を持つトークバラエティ番組。番組のタイトルは「いい話」と、沖縄で魔除け・福招きの象徴とされる伝説の獣「シーサー」を掛け合わせた造語である。MCは、元Winkのメンバーで現在は女優・歌手の相田翔子と石垣島出身のアコースティックバンドBEGINのボーカル比嘉栄昇で、波の音の効果音などとともに、沖縄の雰囲気が漂う独特の演出・進行が特徴となっていた。
番組では、人と人との繋がりをテーマとする日本各地から集められたいい話をスライドショー風に紹介し、男女1組のゲストを交えてトークを行う。また、番組の最後には、BEGINがいい話にインスパイアされた楽曲を演奏する とともに、視聴者から投稿された創作ストーリーを紹介する「あってもいいはなシーサー」があった。

なお、当番組のHPには、これまで放送されたいい話などが紹介されているほか、収録後記として、毎回、放送直後に相田翔子本人の写真を添えたコメントも掲載されていた。
2009年10月6日より0時台に生放送による帯枠の情報番組「お願い!ランキング」の放送が開始されるのに伴い、当番組は同年10月2日放送分をもってわずか2年で終了となった。

## 出演者

### MC
- 相田翔子
- 比嘉栄昇（BEGIN）

### ナレーター
- 勝村政信

### ゲスト
※ なお日付は関東広域圏（テレビ朝日）の放送日のものである。
2007年
- 1.（10月5日）:三宅裕司、さくら
- 2.（10月12日）:北野誠、ソニン
- 3.（10月19日）:高田延彦、はしのえみ
- 4.（10月26日）:ブラザートム、浅見れいな
- 5.（11月2日）:阿藤快、三船美佳
- 6.（11月9日）:KABA.ちゃん、八木亜希子
- 7.（11月16日）:ルー大柴、福田沙紀
- 8.（11月23日）:モト冬樹、国生さゆり
- 9.（11月30日）:ピエール瀧、長島三奈
- 10.（12月7日）:EXILE（MAKIDAI、TAKAHIRO）
- 11.（12月14日）:ガダルカナル・タカ、安倍なつみ
- 12.（12月21日）:松尾貴史、青田典子

2008年
- 13.（1月11日）:瑛太、田中麗奈
- 14.（1月18日）:吉沢悠、市川由衣
- 15.（1月25日）:田山涼成、眞鍋かをり
- 16.（2月1日）:小池徹平、永作博美
- 17.（2月8日）:石井竜也、MEGUMI
- 18.（2月15日）:グッチ裕三、安達祐実
- 19.（2月22日）:假屋崎省吾、黒川智花
- 20.（2月29日）:東貴博（Take2）、三倉茉奈・佳奈
- 21.（3月7日）:ゴリ（ガレッジセール）、千秋
- 22.（3月14日）:宮里聖志・優作 （沖縄ロケにて）
- 23.（3月21日）:杉本彩、山咲トオル （沖縄ロケにて）
- 24.（3月28日）:総集編のためゲストなし（沖縄ロケにて）
- 25.（4月4日）:清水ミチコ、城咲仁
- 26.（4月11日）:ダチョウ倶楽部、高橋由美子
- 27.（4月18日）:ムッシュかまやつ、山田優
- 28.（4月25日）:IKKO、DAIGO（BREAKERZ）
- 29.（5月2日）:つるの剛士、光浦靖子
- 30.（5月9日）:品川庄司、大沢あかね
- 31.（5月16日）:藤井フミヤ、島崎和歌子
- 32.（5月23日）:大泉洋、スザンヌ
- 33.（5月30日）:陣内智則、矢口真里
- 34.（6月6日）:阿部サダヲ、工藤夕貴
- 35.（6月13日）:高橋ジョージ、夏川純
- 36.（6月20日）:筧利夫、石原さとみ
- 37.（6月27日）:田中聖（当時KAT-TUN）、中川翔子
- 38.（7月4日）:中尾彬、ギャル曽根
- 39.（7月11日）:総集編のためゲストなし
- 40.（7月25日）:山口達也（当時TOKIO）、研ナオコ
- 41.（8月8日）:ほっしゃん。、安めぐみ
- 42.（8月1日）:土田晃之、エド・はるみ
- 43.（8月21日）:船越英一郎、鈴木砂羽
- 44.（8月28日）:森山直太朗、山口もえ
- 45.（9月4日）:中村獅童、小沢真珠
- 46.（9月11日）:今井翼、土屋アンナ
- 47.（9月18日）:山本太郎、松本明子
- 48.（9月25日）:千原兄弟、東原亜希
- 49.（10月2日）:中丸雄一（KAT-TUN）、はな
- 50.（10月9日）:永井大、やなわらばー
- 51.（10月16日）:板尾創路、里田まい
- 52.（10月23日）:野久保直樹、YOU
- 53.（10月30日）:総集編のためゲストなし
- 54.（11月6日）:八嶋智人、佐藤江梨子
- 55.（11月13日）:滝沢秀明、高畑淳子
- 56.（11月20日）:ゆず、柳原可奈子
- 57.（11月27日）:麒麟、富田靖子
- 58.（12月4日）:佐々木蔵之介、西川史子
- 59.（12月11日）:照英、渡辺えり
- 60.（12月18日）:小島よしお、小倉優子

2009年
- 61.（1月9日）:東山紀之、谷村美月
- 62.（1月16日）:大野智（嵐）、国仲涼子
- 63.（1月23日）:さだまさし、沢口靖子
- 64.（1月30日）:内藤大助、三浦理恵子
- 65.（2月6日）:六角精児、優木まおみ
- 66.（2月13日）:関根勤、羽田美智子
- 67.（2月20日）:総集編のためゲストなし
- 68.（2月27日）:沢村一樹、森泉
- 69.（3月6日）:SAM（TRF）、ベッキー
- 70.（3月13日）:田中義剛、須藤理彩
- 71.（3月20日）:徳光和夫、塚本高史
- 72.（3月27日）:彦摩呂、Perfume
- 73.（4月3日）:笑福亭鶴光、はるな愛
- 74.（4月10日）:コロッケ、友近
- 75.（4月17日）:松田翔太、八田亜矢子
- 76.（4月24日）:八代英輝、上原美優
- 77.（5月1日）:梅沢富美男、ほしのあき
- 78.（5月8日）:ラサール石井、辻希美
- 79.（5月15日）:宮沢和史(当時THE BOOM)、知花くらら
- 80.（5月22日）:城田優、雛形あきこ
- 81.（5月29日）:斉藤祥太・慶太、南野陽子
- 82.（6月5日）:小倉智昭、井ノ原快彦（20th Century）
- 83.（6月12日）:勝俣州和、内田恭子
- 84.（6月19日）:大槻ケンヂ、坂下千里子
- 85.（6月26日）:板東英二、misono
- 86.（7月3日）:松岡修造、ともさかりえ
- 87.（7月10日）:小泉孝太郎、上戸彩
- 88.（7月24日）:石原良純、南沢奈央
- 89.（8月7日）:総集編のためゲストなし
- 90.（8月14日）:川平慈英、持田香織（Every Little Thing）
- 91.（8月21日）:細川茂樹、木下優樹菜
- 92.（8月28日）:和田アキ子、ガレッジセール
- 93.（9月4日）:亀梨和也（KAT-TUN）、菊川怜
- 94.（9月11日）:劇団ひとり、南明奈
- 95.（9月18日）:総集編のためゲストなし
- 96.（9月25日）:石田純一、穂のか
- 97.（10月2日・最終回）:三宅裕司、小倉久寛、優香

## エンディングテーマ
- 『心のインク』:BEGIN（2007年10月4日 - 2009年3月26日）
- 『SMILE』:BEGIN（2009年4月2日 - 10月1日）

## スタッフ
- 写真：山本宗補、高山透、大塚敬宣、高原浩一、太田正志、森原輝明、森敦子、小浦方仁、上野照文、干場泰信、小森学、東京ビジュアルアーツ、マンダラハウス、北陸デジタルスタジオ
- 構成：とちぼり元、加藤淳一郎
- リサーチ：世良知之、藤田みわ、武石彩子、日林ひと美
- TD：藤原朋巳
- VE：五味美由紀
- カメラ：小林俊明、横関正人、大阪未来、渡邉良平、石井豪、廣瀬義幸
- 音声：林田群士
- 照明：岡本勝彦
- 楽器：村林正博
- PA：田村智宏
- セットデザイン：出口智浩
- 美術進行：宮原奈緒美
- 大道具：菊池誠、平方哲生
- 小道具：橋本浩一、鳴嶋篤史
- 電飾：松村真一
- プロジェクター：石井智之、鈴木準司
- メイク：川口カツラ、菊池好美
- 音効：竹内陽、営野みずき
- 編集：住吉信一、中嶋活史、反畑弘一
- MA：石井勇人、玉田良太
- タイトルロゴ：横井勝
- WEB担当：臼井正和
- オブザーバー：山本たかお
- 編成：白井伸之、岩崎浩
- 広報：村上弓、下惠子
- 制作デスク：星野敬子
- ディレクター：川名良和、植木光雄、山中伸二、木塚圭司
- プロデューサー：粟井淳、斉藤充、八巻恭子
- 演出：倉沢尚宏
- チーフプロデューサー：佐藤信也
- 制作著作：テレビ朝日

## ネット局と放送時間
| 放送対象地域 | 放送局              | 系列           | 放送日時                     | 備考       |
| ------------ | ------------------- | -------------- | ---------------------------- | ---------- |
| 関東広域圏   | テレビ朝日（EX）    | テレビ朝日系列 | 金曜 0:15 - 0:45（木曜深夜） | 制作局     |
| 長野県       | 長野朝日放送（abn） | テレビ朝日系列 | 金曜 0:15 - 0:45（木曜深夜） | 同時ネット |
| 大分県       | 大分朝日放送（OAB） | テレビ朝日系列 | 金曜 1:45 - 2:15（木曜深夜） | 7日遅れ    |
| 山口県       | 山口朝日放送（yab） | テレビ朝日系列 | 月曜 0:40 - 1:10（日曜深夜） | 17日遅れ   |
| 沖縄県       | 琉球朝日放送（QAB） | テレビ朝日系列 | 土曜 6:30 - 7:00             | 44日遅れ   |
| 石川県       | 北陸朝日放送（HAB） | テレビ朝日系列 | 土曜 10:15 - 10:45           | 遅れ不明   |

- また、岩手朝日テレビと福島放送では不定期で放映されている。

### 過去のネット局
- 山形テレビ（～2008年3月）
- 静岡朝日テレビ（～2008年3月）
- 秋田朝日放送（～2008年10月9日）
- 瀬戸内海放送（～2009年6月25日）